# Hillhead
Hillhead är en by i South Ayrshire i Skottland. Byn är belägen 100,1 km 
från Edinburgh. Orten har 600 invånare (2016).